# ТЕС Бутлеліс
ТЕС Бутлеліс (Boutlélis) – теплова електростанція на північному заході Алжиру в провінції Оран.
Майданчик для станції обрали на північному узбережжі пересихаючого солоного озера Sebkha d’Oran, яке лежить у міжгірській котловині трохи більше ніж за десяток кілометрів від Середземного моря. Контракт на її спорудження отримала у 2010 році компанія Cegelec Energy, тоді як концерн General Electric відповідав за виготовлення основного обладнання – двох газових турбін потужністю по 223 МВт, котрі мали встановити на роботу у відкритому циклі.
Первісно введення станції планувалось на 2014-й, проте станом на осінь 2017-го рівень готовності об’єкту становив лише 56%. На той момент Міністр енергетики країни висловлював сподівання, що за умови інтенсифікації робіт турбіни можуть запустити в експлуатацію у 2018 році.  
Станція використовує природний газ, що надходить по перемичці від системи MEDGAZ. 